# Bong Matogno
Bong Matogno (né le 7 juillet 1984) est un athlète camerounais, spécialiste du saut en hauteur.

## Biographie
Le 1er août 2010, il devient vice-champion d'Afrique du saut en hauteur, avec un saut à 2,15 m.

### Palmarès
| Date | Compétition            | Lieu    | Résultat | Épreuve         | Performance |
| ---- | ---------------------- | ------- | -------- | --------------- | ----------- |
| 2010 | Championnats d'Afrique | Nairobi | 2e       | Saut en hauteur | 2,15 m      |